# 黒田bb
黒田bb（くろだ ビービー、7月28日 - ）は、日本の女性漫画家・イラストレーター。旧ペンネームはbb（2009年10月に改名）。

## 来歴・人物
主に4コマ漫画を執筆しているが、近年はストーリー漫画やライトノベルの挿画も手がけている。
2006年から2010年まで「萌えよ! アキバ人ブログ（現：moeyo.com）」で『フィーたん4コマ』を連載していたが、自身が多忙になったこともあり降板。『フィーたん4コマ』は休載期間や作画担当者の交代を経て2013年まで続いた。
「bb」は子供の頃のニックネームが「ビッグバード」であったため、その頭文字を取ったことに由来している。
『Aチャンネル』のアニメ化が縁で、その主要担当声優だった福原香織と内山夕実と仲が良いという。

## 作品リスト

### 漫画
- フィギュアのフィーたん4コマ（トイズプランニング、単行本）
- Aチャンネル（『まんがタイムきららキャラット』）
- ケータイ小女子H（『ゲーマガ』）
- あまりまわり（『月刊コミック電撃大王』）
- やしろの魔王（『コミック電撃だいおうじ』）[1]

### アニメ
- ひだまりスケッチ×☆☆☆ 第5話提供バックイラスト
- ソードアート・オンライン 第13話提供バックイラスト
- ゆゆ式 第1話EDカード
- 俺の妹がこんなに可愛いわけがない。 第11話提供バックイラスト
- うーさーのその日暮らし 覚醒編 第7話キャラクターデザイン（Aパート）
- 幸腹グラフィティ 第10話提供バックイラスト
- ULTRA SUPER ANIME TIME 1st Season 第4回EDカード
- ご注文はうさぎですか?? 第7話EDカード
- 三者三葉 第11話EDカード
- ガヴリールドロップアウト 第4話EDカード
- きんいろモザイクThank you!! 応援コメント[2]
- ティアムーン帝国物語〜断頭台から始まる、姫の転生逆転ストーリー〜 第4話EDカード

### 挿画
- 小学星のプリンセス☆（餅月望：著、スーパーダッシュ文庫）
- かしこみっ!（尼野ゆたか：著、富士見ファンタジア文庫）
- そだてて! まりあ!（わかつきひかる：著、スーパーダッシュ文庫）
- ある朝、ヒーローの妹ができまして。（餅月望：著、スーパーダッシュ文庫）
- スーパーミラクルかくれんぼ!!（近江屋一朗：著、集英社みらい文庫）

### ゲーム
- きららファンタジア（キャラクターデザイン、監修）

### その他
- 4コマ公式アンソロジー とある科学の超電磁砲×とある魔術の禁書目録 2（寄稿）